# Hypothalassia
Hypothalassia is een geslacht van kreeftachtigen uit de klasse van de Malacostraca (hogere kreeftachtigen).

## Soorten
- Hypothalassia acerba Koh & Ng, 2000
- Hypothalassia armata (De Haan, 1835)